# Instytut Problemów Jądrowych im. Andrzeja Sołtana
Instytut Problemów Jądrowych im. Andrzeja Sołtana – instytut naukowy istniejący w latach 1982 – 2011 zajmujący się badaniami z dziedziny fizyki subatomowej (fizyka cząstek elementarnych i fizyka jądrowa, fizyka plazmy gorącej itp.) oraz stosowaniem metod fizyki jądrowej i produkcją odpowiednich urządzeń dla rozmaitych gałęzi nauki i gospodarki, w tym zwłaszcza medycyny. Po włączeniu w jego skład Instytutu Energii Atomowej POLATOM nadano mu nazwę Narodowe Centrum Badań Jądrowych.

## Charakterystyka
Główną siedzibą Instytutu był ośrodek w Świerku, dzielnicy Otwocka. Mieściły się tam zakłady naukowe: Zakład Interdyscyplinarnych Zastosowań Fizyki, Zakład Detektorów i Elektroniki Jądrowej, Zakład Fizyki i Technologii Plazmy, Zakład Modyfikacji Materiałów, Zakład Fizyki i Techniki Akceleracji Cząstek, Dział Szkolenia i Doradztwa, Zakład Aparatury Jądrowej (ZdAJ, producent akceleratorów medycznych), oraz Zakład Transportu Samochodowego. W Warszawie były zlokalizowane trzy zakłady IPJ, a w Łodzi – jeden.
11 lutego 2011 Instytut podpisał umowę, zgodnie z którą ma dostarczyć podzespoły do akceleratora Linac4 budowanemu przez CERN.